# Emir Sultan
Emir Sultan, vollständiger Name Sayyid Šams al-Dīn Meḥmed ben ʿAlī Al-Ḥüseynī Al-Bukhārī, auch Emīr Sulṭān oder Emīr Seyyid, (* 1368; † 1429 in Bursa) ist nach der Überlieferung ein Nachfahre des 12. Imām Muḥammad Al-Maḥdi. Er ist der Schutzheilige von Bursa.

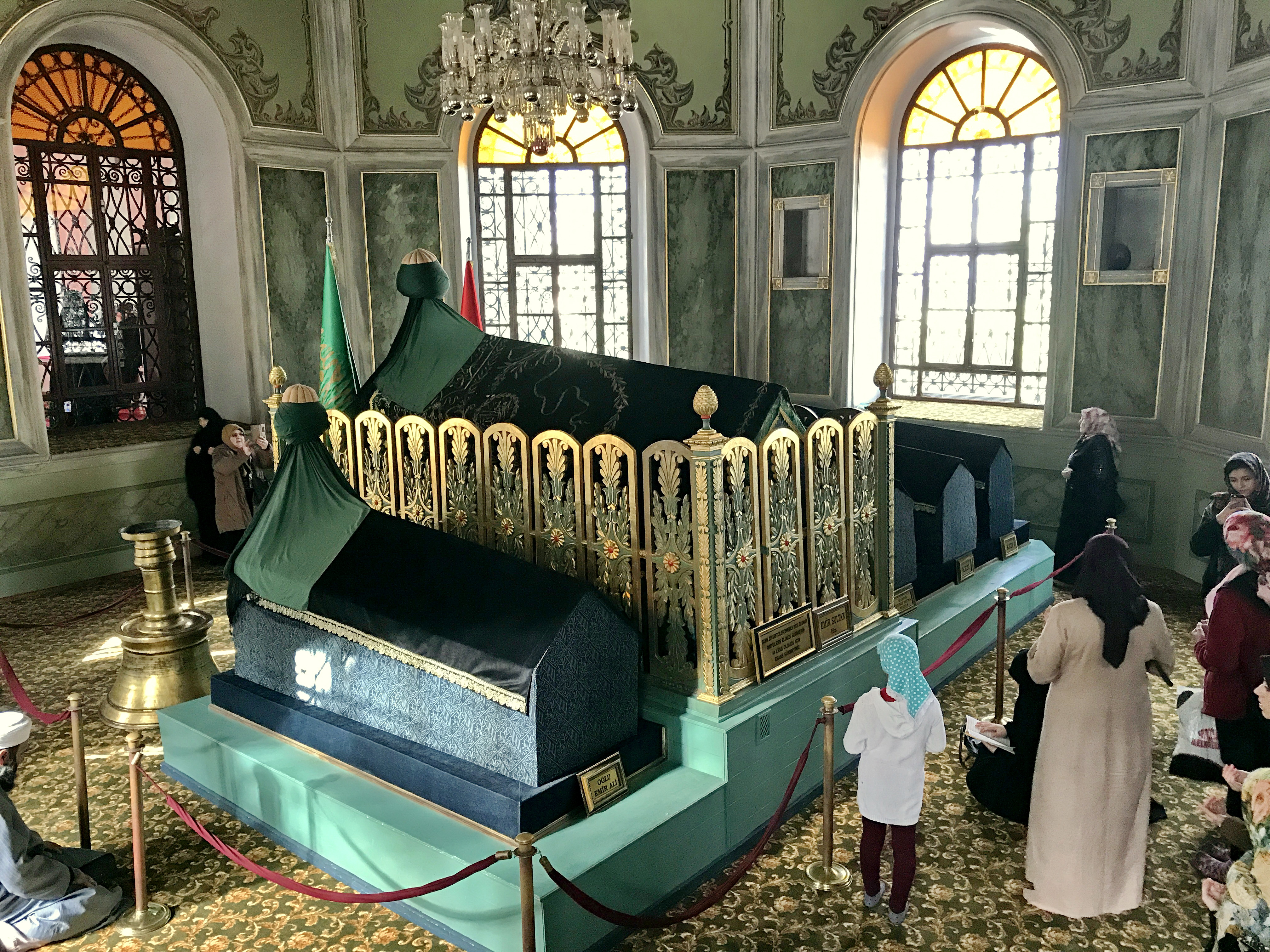
Emir Sultans Grab in Bursa

## Leben
Nach seiner Haddsch erreichte er über Umwege Bursa, wo er erste Schüler um sich versammelte. Beim Sultan Bayezid I. genoss er so hohes Ansehen, dass dieser seine Tochter mit Sayyid verheiratete, die ihm drei Kinder gebar. Durch diese Ehe übte er auch großen Einfluss auf den Sultan aus, sodass es ihm gelang, diesen davon zu überzeugen, seinen exzessiven Alkoholgenuss zu unterlassen. 
Als Murād II. das Amt des Sultans übernahm, besiegte er dessen Neffen Mustafa (genannt Muṣṭafā Düzme, deutsch „Mustafa der Betrüger“, der den Herrschaftsanspruch Mūrads II. bezweifelte) angeblich nur durch die Kraft seiner Gebete. Im folgenden Jahr nahm Sayyid an der Belagerung von Konstantinopel teil.
Sayyid erlag im Jahr 1429 der Pest. Sein Grab befindet sich in der Emir-Sultan-Moschee in Bursa, der Grablege mehrerer osmanischer Würdenträger.